# José Bergamín
José Bergamín Gutiérrez (Madrid, 30 dicembre 1895 – Fuenterrabía, 28 agosto 1983) è stato uno scrittore e poeta spagnolo, per il quale politica e religione rappresentarono gli assi portanti del suo pensiero e le spinte propulsive del suo attivismo, inteso a conciliare comunismo e cattolicesimo.
Di derivazione orteghiano e unamuniano, ma convinto cattolico, vicino alle posizioni di Jacques Maritain

## Biografia
Le sue due passioni di vita le assimilò nell'ambiente familiare, composto da un padre eminente politico della zona di Malaga e da una madre devota cattolica.

### Vita giovanile
Studiò legge all'Universidad Central, e il suo primo articolo apparve nel periodico Índice, edito dall'unamuniano Juan Ramón Jiménez, nel 1921 e nel 1922. Bergamín entrò a far parte del gruppo d'intellettuali chiamato Generazione del '27 oppure noto col nome di "Generazione della Seconda Repubblica spagnola".
Essendo oppositore del regime di Miguel Primo de Rivera, Bergamín partecipò all'adunata politica di Salamanca insieme con Unamuno per sostenere l'ideale repubblicano. Accettò l'incarico di direttore generale delle assicurazioni nel Ministero del Lavoro durante l'amministrazione del primo ministro Francisco Largo Caballero. Durante l'annata 1933, fondò e diresse il periodico Cruz y Raya fino al numero 39, apparso nel mese di giugno del 1936, pochi giorni prima del golpe militare che condusse allo scoppio della guerra civile spagnola.
Nei saggi editi prima del 1936 Bergamín mostrò un notevole ingegno, impregnato d'un gusto paradossale e alimentato da un ferreo impegno morale. Tra gli scritti più significativi dell'era pre-franchista si ricordano: El cohete y la estrella ("Il razzo e la stella"), del 1923, Enemigo que huye ("Nemico che fugge"), del 1927, El arte de birlibirloque ("L'arte della magia"), del 1930, dedicato all'approfondimento del fenomeno della tauromachia, Mangas y capirotes ("Le cose a precipizio"), del 1933, sul teatro iberico del secolo d'oro, Disparadero español ("Sparatoria spagnola"), del 1936.

### Durante la Guerra Civile e l'esilio
Durante la Guerra Civile Spagnola, Bergamín diresse l'alleanza intellettuale anti-fascista (Alianza de Intelectuales Antifascistas) e fu uno degli uomini di punta del governo in esilio a Parigi, dove organizzò un sostegno morale e finanziario alla repubblica spagnola.
In questo periodo il Bergamín collaborò coi periodici El Mono Azul, Hora de España e Cuadernos de Madrid. Nell'anno 1937 diresse, a Valencia, il secondo Congresso Internazionale di scrittori in difesa della cultura (Congreso Internacional de Escritores en Defensa de la Cultura), che raccolse oltre un centinaio d'intellettuali provenienti da tutto il mondo.
La vittoria di Francisco Franco sulle forze repubblicane costrinse il Bergamín all'esilio, non prima di aver contribuito alla diffusione della raccolta di Federico García Lorca Poeta en Nueva York. Dapprima Bergamín emigrò in Messico e poi in Venezuela, in Uruguay, e infine in Francia. In Messico, egli fondò il giornale España peregrina, un organo per gli scrittori spagnoli esiliati e la rivista El pasajero; inoltre curò personalmente la nascita della casa editrice Séneca, grazie alla quale pubblicò il lavoro completo di Antonio Machado, così come quello di Rafael Alberti, César Vallejo, Lorca e Luis Cernuda, per citare solo i principali.
Negli anni dell'esilio, oltre a numerose e creative opere teatrali, quali La hija de Dios del 1945 e Medea la encantadora del 1954, scrisse numerosi saggi culturali, filosofici e letterari, nei quali l'attaccamento ai valori cattolici, democratici e morali si risolse in operazioni editoriali originali e ingegnose. Tra i saggi di questo periodo, si annoverano: Detrás de la cruz del 1941, un'interpretazione della tragedia storico-politico-militare spagnola, La voz apagada del 1943, La muerte burlada del 1945, La corteza de la letra del 1958.

### Ritorno in Spagna
Ritornò in Spagna nel 1958, ma venne arrestato sia per le sue precedenti attività contrarie ai Nazionalisti durante la guerra civile sia per la sua più recente diffusione di un manifesto firmato da oltre un centinaio d'intellettuali, indirizzato al governo franchista per protestare contro l'uso della tortura da parte del regime di destra e la repressione dura delle agitazioni sindacali dei minatori delle Asturie. Fu così nuovamente costretto all'esilio nel 1963, dopo che il suo appartamento fu bruciato dai suoi nemici.
Rientrò finalmente in Spagna nel 1970 e incominciò a Madrid un'opposizione politica che sfociò nel manifesto ideologico denominato Transizione spagnola verso la democrazia (La transición). Si schierò con i repubblicani nelle prime elezioni democratiche del suo paese e si mise in evidenza per la pubblicazione del manifesto Error monarquía. Negli ultimi anni di vita si trasferì nei Paesi Baschi, dove collaborò col quotidiano Egin e col periodico Punto y Hora de Euskal Herria. Morì in terra basca per una sua precisa intenzione polemica nei confronti della sua amata Spagna.

## Opere tradotte in italiano
- La sangre de Antigona, 1956 (Il sangue di Antigone, traduzione e cura di Paola Ambrosi, Alinea, Firenze, 2003)
- Fronteras infernales de la poesía, 1959 (Frontiere infernali della poesia, traduzione di Leonardo Cammarano,  introduzione di Maria Zambrano, Vallecchi, Firenze, 1963; Medusa, Milano, 2001 con prefazione di Sergio Givone)
- La decadencia del analfabetismo; La importancia del demonio Madrid: Cruz del Sur, 1961. (Decadenza dell'analfabetismo, traduzione dallo spagnolo di Lucio D'Arcangelo ; introduzione di Giorgio Agamben Rusconi, Milano, 1972; Bompiani, Milano, 2000)
- Beltenebros y otros ensayos sobre literatura española, 1973 (La bellezza e le tenebre : nei labirinti della parola poetica,  traduzione Andrea Fantini, Medusa, Milano, 2005)
- La música callada del toreo, 1989 (L'arte del toreare e la sua musica silenziosa, a cura di Cesare Greppi, SE, Milano, 1992)
- Mia cara amica María : lettere edite e inedite a María Zambrano,  a cura di Annarosa Buttarelli, introduzione di Nigel Dennis, traduzione di Manuela Moretti, Moretti&Vitali, Bergamo, 2009